# Claire Bryant
Claire Bryant (* 25. August 2001) ist eine US-amerikanische Leichtathletin, die sich auf den Weitsprung spezialisiert hat. 2025 wurde sie in dieser Disziplin in Nanjing Hallenweltmeisterin.

## Sportliche Laufbahn
Claire Bryant wuchs im texanischen Houston auf und absolvierte ein Studium an der University of Florida. Erste internationale Erfahrungen sammelte sie im Jahr 2019, als sie bei den U20-Panamerikameisterschaften in Lima mit 6,15 m die Goldmedaille gewann. 2023 gewann sie bei den U23-NACAC-Meisterschaften in San José mit 6,66 m die Silbermedaille hinter ihrer Landsfrau Sophia Beckmon. 2025 startete sie bei den Hallenweltmeisterschaften in Nanjing und gewann dort mit neuer Bestleistung von 6,96 m die Goldmedaille.